# Peca’el
Peca’el (hebr. פצאל) – moszaw położony w samorządzie regionu Bika’at ha-Jarden, w Dystrykcie Judei i Samarii, w Izraelu.
Leży w Dolinie Jordanu, na północ od miasta Jerycho.

## Historia
Moszaw został założony w 1970 przez żydowskich osadników.

## Gospodarka
Gospodarka moszawu opiera się na intensywnym rolnictwie i uprawach w szklarniach.